# Mike Mentzer
Mike Mentzer  (Ephrata, Pensilvânia, 15 de Novembro de 1951 - Rolling Hills, 10 de Junho de 2001) foi um fisiculturista estadunidense, profissional da IFBB, além de empresário e autor de livros.

## História
Mike Mentzer começou a competir em concursos locais quando tinha dezoito anos. Sua primeira competição foi em 1969. Em 1971, ele sofreu sua pior derrota, ficando em décimo lugar no AAU Mr. America, que foi ganho por Casey Viator. A competição foi importante para Mentzer, pois conheceu Viator que o indicou o seu treinador Arthur Jones.
Após retirada de alguns anos, ele voltou às competições em 1975 no Mr. América, ficando em terceiro lugar atrás de Robby Robinson e Roger Callard. Mentzer ganhou essa competição no ano seguinte, em 1976. Em 1977 ganhou o North America Championships em Vancouver, o British Columbia, e competiu uma semana mais tarde no Mr. Universo, em Nîmes, França, ficando em segundo lugar, atrás de Kal Szkalak.
Em 1978, Mentzer ganhou o Mr. Universo em Acapulco, no México, com uma pontuação perfeita de 300 pontos, o que o fez profissionalizar-se no esporte. No final de 1979, Mentzer venceu a categoria peso pesado do Mr. Olympia, outra vez 300 pontos, mas perdeu no geral para Frank Zane, que foi agraciado com o título pela terceira vez.
Em 1980, no Mr. Olympia, Mentzer ficou em quarto lugar (num empate com Boyer Coe) atrás de Arnold Schwarzenegger, Chris Dickerson e Frank Zane. Aposentou-se do fisiculturismo competitivo após o concurso, com 29 anos. Ele alegou que o concurso foi fraudado, até a sua morte, e nunca disse que achava que ele deveria ter ganhado, mas achava que Arnold não deveria, embora tivesse um relacionamento profissional com Schwarzenegger.
Mentzer está presente na enciclopédia de fisiculturismo de Arnold Schwarzenegger, na qual é colocado como um dos melhores posers de todos os tempos, ao lado de Frank Zane.
Mike e seu irmão Ray Mentzer, também fisiculturistas, morreram com diferença de dois dias, teve uma morte súbita de ataque do coração devido à herança biológica de seu pai.

## Dieta e nutrição
Em seu livro Heavy Duty Nutrition, Mentzer demonstrou que a nutrição para atletas não precisa ser tão extremada quando a indústria de fisiculturismo quer fazer acreditar.
Mentzer apontava que uma dieta balanceada era composta por 60% das calorias vindas de carboidratos, 25% de proteínas e 15% de gorduras.
Mike sempre acreditou que carboidratos são boa fonte de energia para o corpo, e que proteína em excesso aumentava de forma desnecessária a quantidade calorias na dieta

## Filosofia de Treinamento
Mentzer foi o precursor do método Heavy Duty, do qual se baseia no treinamento com alta intensidade e baixíssimo volume (cerca de 5 séries semanais por grupamento muscular) e frequência (três dias por semana ou menos). 
Ele defendia que quanto mais intensamente você treina, mais o seu corpo entende que necessita de mais massa muscular. No entanto, também dizia que um treino mais intenso precisa ser menos extenso (e menos frequente), já que o corpo possui uma capacidade limitada de recuperação e, segundo ele, "é muito fácil treinar em excesso".
Seu estilo de treino inspirou diversos fisiculturistas famosos, como Dorian Yates e Tom Platz, e se mostrou um dos mais eficazes métodos já criados para ganhar músculos grandes e densos, apesar de ser totalmente contra intuitivo para muitos, já que vai contra vários tabus da musculação, e até mesmo contra alguns estudos científicos

## História Competitiva
- 1971 Mister América - União Atlética Amadora (AAU - Amateur Athletic Union). Décimo lugar
- 1971 Teen Mr America - AAU. Segundo lugar
- 1975 Mr. America - IFBB, Médio. Terceiro lugar
- 1975 Mr. USA - ABBA, Médio. Segundo lugar
- 1976 Mr. America - IFBB. Campeão Geral
- 1976 Mr. America - IFBB, Médio. Primeiro lugar
- 1976 Mister Universo - IFBB, Peso Médio. Segundo lugar
- 1977 Campeonato América do Norte - IFBB. Campeão Geral
- 1977 North American Championships - IFBB, Peso Médio. Primeiro lugar
- 1977 Mr. Universe - IFBB, Peso Pesado. Primeiro lugar
- 1978 USA vs the World - IFBB, Peso Pesado. Primeiro lugar
- 1978 Campeonato Amador Mundial - IFBB, Peso Pesado. Primeiro lugar
- 1979 Canada Pro Cup - IFBB. Segundo Lugar
- 1979 Florida Pro Invitational - IFBB. Primeiro lugar
- 1979 Noite dos Campeões - IFBB. Terceiro lugar
- 1979 Mr. Olympia - IFBB, Peso Pesado (acima de 200 libras). Primeiro lugar, segundo lugar geral
- 1979 Pittsburgh Pro Invitational - IFBB. Segundo lugar
- 1979 Southern Pro Cup - IFBB. Primeiro lugar
- 1980 Mr. Olympia - IFBB. Quinto lugar